# Buczyny
Buczyny (do 1945 niem. Buckoka) – wieś w Polsce położona w województwie lubuskim, w powiecie żarskim, w gminie Trzebiel.
W latach 1975–1998 miejscowość administracyjnie należała do województwa zielonogórskiego. Obecna nazwa została administracyjnie zatwierdzona 12 listopada 1946.
Największą atrakcją turystyczną wsi jest założony przez Centrum Sorabistyczne Łużyc Wschodnich skansen z oryginalnymi chatami łużyckimi oraz drewnianą karczmą, w której podawane są regionalne potrawy (chleb i ser).
W miejscowości był przystanek kolejowy Buczyny.

## Zabytki
Do wojewódzkiego rejestru zabytków wpisany jest:
- zagroda nr 7, z końca XVIII wieku, XIX wieku
  - dom, drewniany
  - szopa, drewniana
  - szopa, gliniana.